# Hildebert de Lavardin
Pour les articles homonymes, voir Lavardin.

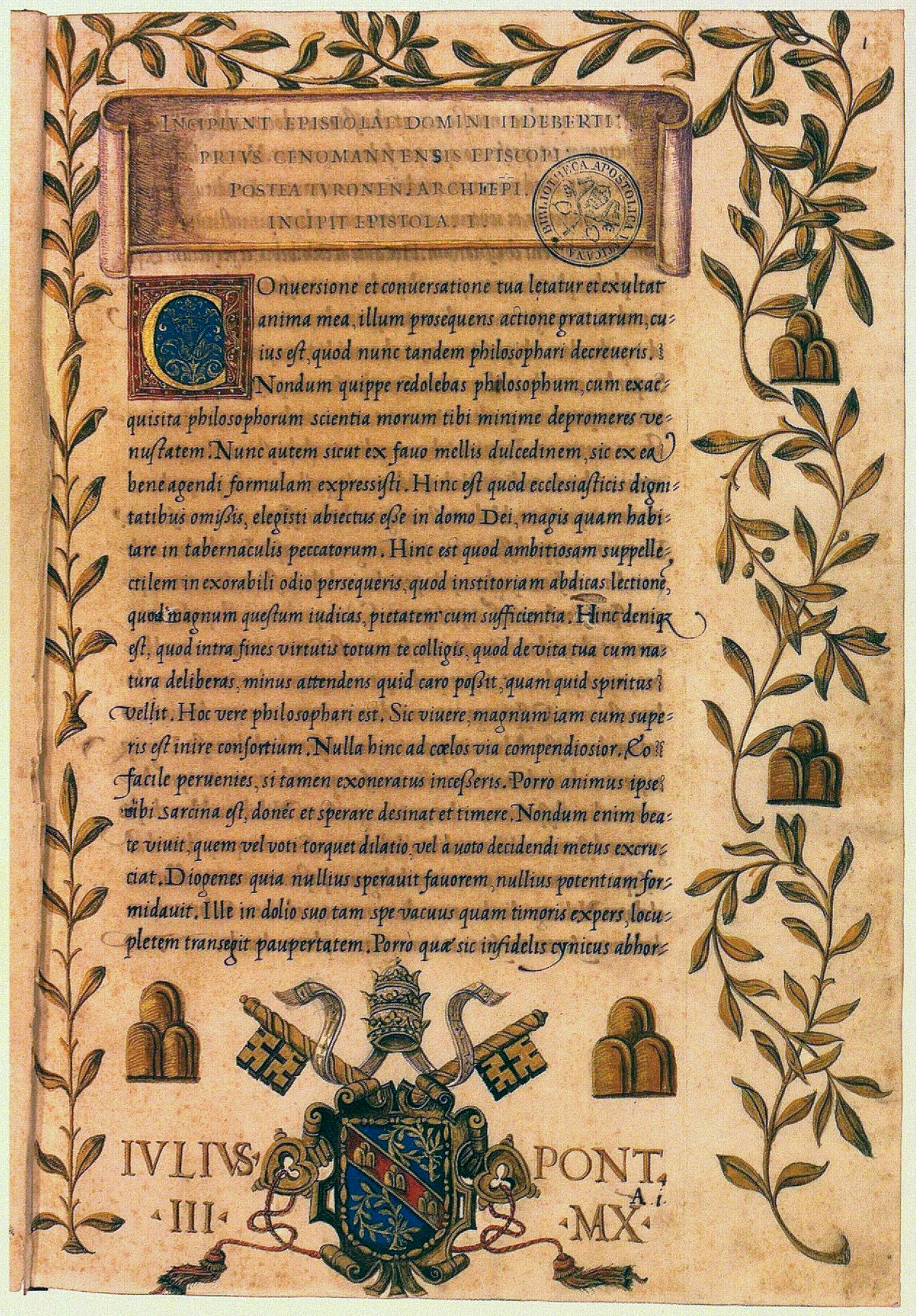

Hildebert de Lavardin ou Hildebert de Tours (1056–18 décembre 1133) est un clerc français réformateur, évêque du Mans entre 1097 et 1125, archevêque de Tours de 1125 à sa mort le 18 décembre 1133.

## Biographie
Il est le premier fils d’une fratrie de 4 enfants. Son père, dont le prénom lui est donné, était le viguier (vicarius) de Salomon Ier seigneur de Lavardin.
Il part faire des études au Mans puis à Tours où il suit l’enseignement de Bérenger de Tours. Lettré brillant, intellectuel et poète, il aurait commencé sa carrière ecclésiastique en tant qu'écolâtre et chanoine dans le chapitre cathédrale du Mans. Dans sa jeunesse, il écrivit des pièces osées qui annoncent la tradition goliardique.
Archidiacre en 1092, il accède, à la suite de la mort de l’évêque Hoël du Mans, à l'épiscopat en 1097.Il reprend la supervision des travaux de la cathédrale Saint-Julien du Mans La direction est en fait confiée à un moine de l’Abbaye de la Trinité de Vendôme : Jeans. La cathédrale est considérée comme pleinement achevée en 1120. La dédicace est célébrée par l’évêque Hildebert et les autorités de l’époque sont impressionnées par le résultat. Grande pour l’époque, elle est comparable à la taille d’une grande église d’aujourd’hui. L’episcopat d’Hildebert de Lavardin commence dans une ville à la situation compliquée du fait des conséquences sanglantes d'une commune soutenue par l'un de ses prédécesseurs contre le comte du Maine, duc de la Normandie et roi d’Angleterre Guillaume Le Roux.
Peu avant juin 1098, il est fait prisonnier par Guillaume le Roux, roi d'Angleterre et régent du duché de Normandie. Ce dernier le ramène en Angleterre, et ne le libère qu'à Pâques 1100.
Avant d'être nommé archevêque de Tours en 1125, il est connu pour avoir lutté contre l'hérésie notamment celle d'Henri de Lausanne, disciple de Pierre de Bruys et de saint Hugues.
Hildebert mourut le 18 décembre 1133 après avoir été 28 ans évêque du Mans et 8 ans et demi archevêque de Tours.
Son corps repose dans la cathédrale Saint-Gatien de Tours à droite du grand  autel.
Sa vie est connue grâce aux gestae des évêques du Mans rédigées par des chanoines deux à trois décennies après sa mort.

## Œuvres
- Vie de sainte Marie l'Égyptienne, introduction, traduction, commentaire et index par Charles Munier, Turnhout, Brepols, 2007  (ISBN 978-2-503-52644-7)

- Venerabilis Hildeberti, Opera omnia tam edita quam inedita : accesserunt Marbodi Redonensis episcopi, ipsius Hildeberti supparis opuscula quae hactenus edita, haec autem auctiora et plura nondum edita prodeunt omniaque ad manuscriptos codices recensita, notis passim illustrantur labore et studio D. Antonii Beaugendre, de novo edita cum notis et quam plurimis additis genuinis operibus, e cod. mss. erutis ; édition de  Jean-Jacques Bourassé ; Jacques Paul Migne, 1854 (Patrologie latine, Tome 171)